# Endasys kinoshitai
Endasys kinoshitai là một loài tò vò trong họ Ichneumonidae.